# Basket Rimini 1979-1980
Questa voce raccoglie le informazioni riguardanti il Basket Rimini, sponsorizzato Sarila, nelle competizioni ufficiali della stagione 1979-1980.

## Verdetti stagionali
- Campionato di Serie A2:
  - stagione regolare: 10º posto su 14 squadre (bilancio di 11 vittorie e 15 sconfitte).

## Stagione

Otis Howard frantuma il tabellone in amichevole contro la Sinudyne

I due americani sono Carl Bird e il confermato Otis Howard, che aveva già disputato a Rimini gran parte della stagione precedente con 26,5 punti di media. Con Alberto Bucci passato alla guida di Fabriano, il nuovo allenatore della Sarila è Arnaldo Taurisano.

## Roster

In piedi da sinistra: Brighi, Howard, Vecchiato, Albertazzi, Sambuchi, Bird, Rossi e il coach Taurisano.
Accosciati da sinistra: Francescatto, Fiorucci, Cecchini, Ioli e il massaggiatore Angeli.